# Aéroport international de Las Cruces
L'Aéroport international de Las Cruces est un aéroport public appartenant à la ville et situé à 14 km à l'ouest du quartier des affaires de Las Cruces, dans le comté de Doña Ana, au Nouveau-Mexique.

## Histoire
LRU était la base de Zia Airlines de 1972 à 1980,. Il n'y a pas eu de vols passagers réguliers vers cet aéroport depuis que Westward Airways a cessé ses opérations le 25 juillet 2005.
L'aéroport est utilisé par l'aviation générale, le gouvernement des États-Unis, l'Université d'État du Nouveau-Mexique, les charters privés et l'escadron local du Civil Air Patrol. La Compagnie C de la Garde nationale, 3e Bataillon, 140e Régiment d'aviation, exploite et abrite quatre hélicoptères UH-72 Lakota à l'aéroport international de Las Cruces[réf. nécessaire]. L'aéroport conserve un terminal au cas où les vols programmés reviendraient[réf. nécessaire]. Les aéroports commerciaux les plus proches sont situés à l'aéroport d'El Paso ou à l'aéroport international d'Albuquerque[réf. nécessaire].

## Installations et avions
L'aéroport international de Las Cruces couvre une superficie de 887 ha à une altitude de 1 358 m. Il possède trois pistes.
Au cours de l'année 2017, l'aéroport comptait 79 880 mouvements aériens au total, soit une moyenne de 219 par jour : 67,4 % d'aviation militaire, 28,2 % d'aviation générale et 4,5 % de taxi aérien . 136 avions étaient alors basés sur cet aéroport : 72 % de monomoteurs, 9,6 % multimoteurs, 2,2 % de jets, 2,2 %  d'hélicoptères, 2,9 % de planeurs, 8,1 % d'ULM et 2,9 % d'avions militaires. 
Deux FBO sont basés à l'aéroport : Southwest Aviation et Francis Aviation . Southwest Aviation fournit des services d'instruction au vol, du carburant et des installations pour gérer les avions d'affaires et les charters privés. Francis Aviation fournit du carburant et des installations pour gérer les avions d'affaires et les charters privés. Frost Aviation Services est aussi présent à l'aéroport en fournissant des services de formation au pilotage.

## Service aérien historique
Las Cruces a été desservie par onze compagnies aériennes commerciales de la fin des années 1940 à 2005 :
- Pioneer Air Lines a commencé son premier service à l'aéroport en 1948, Las Cruces étant une escale sur une route entre Amarillo et El Paso, Texas. La compagnie aérienne a utilisé des Douglas DC-3 et d'autres destinations ont été ajoutés, comme Clovis et Roswell, au Nouveau-Mexique. Le service a pris fin en 1950
- Continental Airlines a desservi Las Cruces entre 1950 et 1954 comme une escale le long d'une route entre Denver et El Paso. La compagnie aérienne a utilisé des Douglas DC-3 et de nombreuses autres destinations ont été ajoutées au Colorado et au Nouveau-Mexique
- Frontier Airlines a desservi Las Cruces entre 1950 et 1953 comme une escale le long d'une route entre Phoenix et El Paso. De nombreuses autres destinations ont été ajoutées en Arizona et au Nouveau-Mexique et cette compagnie aériennes utilisait également des Douglas DC-3
- Bison Airlines a desservi Las Cruces en 1963 et 1964 avec des vols vers Albuquerque et El Paso. La compagnie aérienne a utilisé des avions Aero Commander et De Havilland Dove
- Aztec Airlines a fourni un service de Las Cruces à El Paso et Silver City, Nouveau-Mexique en 1966 et 1967 en utilisant des avions Piper Aztec
- Zia Airlines était basée à Las Cruces et a assuré des vols vers Albuquerque et Santa Fe de 1974 à 1980. Des vols étaient opérés occasionnellement vers El Paso, Alamogordo et Silver City. La compagnie aérienne a utilisé des avions Cessna 402 et Handley Page Jetstream
- Stahmann Farms de Las Cruces a exploité un service aérien en 1980 avec des vols à destination d'Albuquerque et de Santa Fe à l'aide d'un Cessna 402
- Airways of New Mexico a desservi El Paso pendant une courte période en 1981, puis Albuquerque de 1981 à 1985 en utilisant des avions Cessna 402 et Piper Navajo. Certains vols d'Albuquerque s'arrêteraient à Alamogordo
- JetAire a desservi Las Cruces en 1985 avec des vols vers Albuquerque à l'aide d'un avion Handley Page Jetstream
- Mesa Airlines a fourni le service aérien le plus long à Las Cruces de 1985 à 2001 avec des vols vers Albuquerque en utilisant les avions Beechcraft C99 et Beechcraft 1900. Certains vols s'arrêteraient à Alamogordo
- Westward Airways a été le dernier transporteur à desservir Las Cruces en 2004 et 2005 avec des vols vers Albuquerque et Phoenix en utilisant des avions Pilatus PC-12

Bien que Las Cruces n'ait pas accueilli de vols commerciaux réguliers depuis 2005, des vols charters desservent régulièrement l'aéroport en transportant principalement des équipes sportives universitaires. Les moyen-courriers Airbus A320 et Boeing 737-800 exploités par Allegiant Air et Sun Country Airlines atterrissent souvent à l'aéroport international de Las Cruces.